# Izzy Bizu
Izzy Bizu, née Isobel Beardshaw le 28 avril 1994 à Londres, est une chanteuse et compositrice britannique.

## Biographie
Izzy Bizu est née d'un père britannique et d'une mère éthiopienne. Parmi ses chansons figurent White Tiger,, et Mad Behaviour.
Elle est l'égérie de Cacharel,.
Ses influences sont Amy Winehouse et Adele.

## Discographie
Album
- A Moment of Madness (2016)